# Systropha inexspectata
Systropha inexspectata là một loài Hymenoptera trong họ Halictidae. Loài này được Ebmer mô tả khoa học năm 1994.